# Unclean
Unclean (v překladu z angličtiny nečistý) je česká black metalová kapela založená v roce 1993 v Ústí nad Labem. Kapela se zaobírá ve své tvorbě satanismem a okultismem. Texty jsou v českém jazyce.

## Historie
První sestava byla: Kurkyč (bicí), Bális (baskytara), Pepánek (kytara), Abbé (vokály), Lord Unclean (kytara). Předchůdcem Unclean byla kapela Hell, která existovala cca 2 roky. Nejprve vzniklo v roce 1993 2-skladbové demo Promo MC 1993 následované 5-skladbovým počinem Tam kdesi v hlubinách. Poté se kapela vydala na koncerty, hrála mj. s finskými Impaled Nazarene.
Demo Tam kdesi v hlubinách vychází v roce 1996 u žatecké firmy Pussy God Records specializující se na black metal jako split nahrávka s plzeňskou žánrově spřízněnou kapelou Sorath.
V roce 1997 pak vyšlo u stejné firmy Pussy God Records první studiové album s názvem Ten, který se vyhýbá světlu.
Skladbu „Ten, který se vyhýbá světlu“ vydala jako coververzi ukrajinská kapela Drudkh na svém kompilačním albu Eastern Frontier in Flames.

## Logo
Jednotlivá písmena loga kapely Unclean jsou znázorněna povětšinou jako ostatky lidských či zvířecích těl. Písmeno U je tvořeno lebkou kozla, N je zlomená lidská horní končetina, C lidská páteř s lebkou prohnutá do oblouku, L je utržená lidská noha, E je torzo lidského trupu (hrudní koš a horní končetiny), A je Ježíš s rozpaženýma rukama visící hlavou dolů a vytvářející tak podobu obráceného kříže a druhé písmeno N je horní část lidského trupu včetně lebky a rukou. Logo vytvořil ústecký akademik Jiří Lhota, mj. autor obalů děčínské grind/death metalové kapely Fleshless.

## Diskografie
Dema
- Promo MC 1993 (1993)
- Tam kdesi v hlubinách (1995)

Studiová alba
- Ten, který se vyhýbá světlu (1997)

Split nahrávky
- Matache Chavala / Tam kdesi v hlubinách (1996) – split CD společně s kapelou Sorath
- Agmen / Unclean (2007) – split 7" vinyl společně s kapelou Agmen

Kompilační alba
- Black Horns of Bohemia (1995) – various artists kompilace